# وثيقة الأزهر
وثيقة الأزهر أعلن عنها الإمام الأكبر د/ أحمد الطيب (شيخ الأزهر الشريف) في يونيو 2011، كاقتراح لتنظيم «مستقبل مصر في الفترة القادمة» (أي بعد ثورة 25 يناير) وبالتحديد «تحديد علاقة الدولة بالدين وبيان أسس السياسة الشرعية الصحيحة». وهي نتاج توافق مثقفين بمختلف الانتماءات الفكرية منهم كبار مفكري الأزهر. وقال الطيب عند تقديمه للوثيقة:
.